# سيرجيو أوخيدا
سيرجيو أوخيدا (بالإسبانية: Sergio Ojeda) هو لاعب كرة قدم أرجنتيني في مركز الدفاع، ولد في 4 يناير 1992 في ريو كوارتو في الأرجنتين. لعب مع إنديبندينتي.

## وصلات خارجية
- سيرجيو أوخيدا على موقع قاعدة بيانات كرة القدم.إي يو (الإنجليزية)
- سيرجيو أوخيدا على موقع Soccerway.com (الإنجليزية)